# ماسیمیلیانو گاتو
ماسیمیلیانو گاتو (انگلیسی: Massimiliano Gatto؛ زادهٔ ۲۸ اکتبر ۱۹۹۵) بازیکن فوتبال اهل ایتالیا است.
از باشگاه‌هایی که در آن بازی کرده‌است می‌توان به باشگاه فوتبال کیه‌وو ورونا، باشگاه فوتبال کارپی، باشگاه فوتبال پرو ورچلی، و باشگاه فوتبال رجینا اشاره کرد.